# Secret défense (film, 1998)
Pour les articles homonymes, voir Secret défense (homonymie).
Pour plus de détails, voir Fiche technique et Distribution.
Secret défense est un film français réalisé par Jacques Rivette, sorti en 1998, inspiré du mythe d'Électre et de Vertigo d'Alfred Hitchcock[réf. nécessaire].

## Synopsis
Sylvie (Sandrine Bonnaire), une laborantine menant une vie de célibataire, reçoit sur son lieu de travail la visite de son frère Paul (Grégoire Colin), plus jeune qu'elle et psychologiquement fragile. Elle constate alors qu'il est armé d'un revolver. Surprise, elle lui demande de s'expliquer. Non sans hésitation, il lui parle la mort de leur père, survenue cinq ans plus tôt, alors qu'il dirigeait une grande entreprise.
Selon lui, il ne s'est pas jeté sous un train, comme l'a conclu une enquête, mais il a été assassiné, projeté sur la voie ferrée par son second, Walser (Jerzy Radziwilowicz), ceci parce que celui-ci briguait son poste. Pour preuve, Paul tend à sa sœur une photo, datée du jour et de l'heure de la mort du père, où l'on voit les deux hommes sur le quai, alors que Walser avait prétendu ne pas être présent sur les lieux. Paul dit à sa sœur qu'il a la ferme l'intention de tuer Walser, et celle-ci tente alors de l'en dissuader.
Peu de temps après, Sylvie reçoit chez elle la visite de Véronique, la secrétaire de Walser (Laure Marsac) qui lui rapporte que Paul est passé au bureau et qu'il s'en est pris à son patron, en le menaçant, sans toutefois le tuer. Après avoir rencontré elle-même Walser à son bureau, Sylvie est convaincue de sa culpabilité. Mais inquiète pour frère en raison de sa fragilité, elle décide de l'éliminer elle-même. 
Mais ensuite, les choses ne se passent pas du tout comme prévu. D'autant que la suite du film révèle des choses sur la mère de Paul et Sylvie, ainsi que sur une sœur disparue plus jeune.

## Fiche technique
- Réalisateur : Jacques Rivette
- Scénario : Pascal Bonitzer, Emmanuelle Cuau
- Dialogues : Pascal Bonitzer, Emmanuelle Cuau et Jacques Rivette
- Photographie : William Lubtchansky
- Musique : Jordi Savall
- Son : Éric Vaucher
- Montage : Nicole Lubtchansky
- Société de production : Pierre Grise Productions (Paris) - Arte France Cinéma
- Pays d'origine :  France
- Durée : 174 minutes
- Date de sortie : 18 mars 1998

## Distribution
- Sandrine Bonnaire : Sylvie Rousseau
- Jerzy Radziwilowicz : Walser
- Laure Marsac : Véronique / Ludivine
- Françoise Fabian : Geneviève Rousseau, la mère de Sylvie
- Grégoire Colin : Paul Rousseau, le frère de Sylvie
- Hermine Karagheuz : l'infirmière
- Christine Vouilloz : Myriam
- Mark Saporta : Jules
- Sara Louis : Carole
- Bernadette Giraud : Marthe
- Patrick Le Bouar : Robert
- Micha (Micheline) Herzog[2] : Sabine

## Appréciation critique
« Tout se passe comme si Rivette, sans avoir renoncé à rien de ce qui le constitue, avait emprunté une nouvelle conduite, mi-bolide mi-caravane de bohémiens, depuis laquelle il nous fait partager son plaisir. Un plaisir du glissement et de la fugue, une joie du paysage en travelling motorisé.[...] Quant à l'actrice qui joue Sylvie, c'est également son portrait que Rivette, parallèlement, entreprend, et les superlatifs manquent pour dire la beauté, l'éclat et le génie d'une Sandrine Bonnaire au sommet. »

— Olivier Séguret , Libération, 18 mars 1998

« Jacques Rivette livre avec ce film le versant d'ombre d'un créateur qui envisage le monde comme une réalité chiffrée, dont l'œuvre, par la grâce particulière du cinéma, contiendrait le secret. Nonobstant son inclination notoire pour les dispositifs théâtraux et le matériau romanesque, le cinéaste démontre une fois encore son affinité avec le genre poétique. Au risque de s'y anéantir glorieusement. »

— Jacques Mandelbaum, Le Monde, 19 mars 1998